# Allochernes
Genre
Allochernes est un genre de pseudoscorpions de la famille des Chernetidae.

## Distribution
Les espèces de ce genre se rencontrent en Europe, en Asie, en Afrique du Nord et en Amérique du Nord.

## Liste des espèces
Selon Pseudoscorpions of the World (version 3.0) :
- Allochernes aetnaeus Beier, 1975
- Allochernes bactrinus Dashdamirov & Schawaller, 1995
- Allochernes balcanicus Hadži, 1938
- Allochernes brevipilosus Beier, 1967
- Allochernes bulgaricus Hadži, 1939
- Allochernes contarinii Callaini, 1991
- Allochernes deceuninckorum Henderickx & Vets, 2003
- Allochernes elbursensis Beier, 1969
- Allochernes ginkgoanus (Morikawa, 1953)
- Allochernes himalayensis Beier, 1974
- Allochernes japonicus (Morikawa, 1953)
- Allochernes liwa Harvey, 1988
- Allochernes loebli Dashdamirov, 2005
- Allochernes longepilosus Mahnert, 1997
- Allochernes mahnerti Georgescu & Capuse, 1996
- Allochernes maroccanus Mahnert, 1976
- Allochernes masi (Navás, 1923)
- Allochernes microti Beier, 1962
- Allochernes minor Dashdamirov, 2005
- Allochernes mongolicus Beier, 1966
- Allochernes peregrinans Mahnert, 2009
- Allochernes peregrinus Lohmander, 1939
- Allochernes pityusensis Beier, 1961
- Allochernes powelli (Kew, 1916)
- Allochernes rhodius Beier, 1966
- Allochernes siciliensis (Beier, 1963)
- Allochernes solarii (Simon, 1898)
- Allochernes struyvei Henderickx, 2011
- Allochernes tripolitanus Beier, 1954
- Allochernes tropicus (Beier, 1967)
- Allochernes tucanus Beier, 1959
- Allochernes turanicus (Redikorzev, 1934)
- Allochernes wideri (C. L. Koch, 1843)

et décrite depuis :
- Allochernes fimusensis Nassirkhani, 2016

## Publication originale
- Beier, 1932 : Pseudoscorpionidea II. Subord. C. Cheliferinea. Tierreich, vol. 58, p. 1-294.